# Christopher Walsh
Christopher „Christy” Walsh (ur. w 1920 w Tralee, zm. 1 grudnia 1985 w Dublinie) – irlandzki koszykarz, uczestnik Letnich Igrzysk Olimpijskich 1948.
Był uczestnikiem igrzysk w Londynie. W całym turnieju zdobył 12 punktów i zanotował 15 fauli. Razem z kolegami z reprezentacji zajął 23. miejsce, jednak jego drużyna przegrała wszystkie mecze turnieju.